# Invasion (2007)
Invasion (Originaltitel: The Invasion) ist ein US-amerikanischer Thriller mit Horror-Elementen von Oliver Hirschbiegel aus dem Jahr 2007. Dave Kajganich schrieb das Drehbuch nach dem 1955 veröffentlichten Roman Die Körperfresser kommen von Jack Finney. Der Roman wurde zuvor bereits als Die Dämonischen (1956), Die Körperfresser kommen (1978) und Body Snatchers – Angriff der Körperfresser (1993) verfilmt.
Der Film schildert die Folgen eines Space-Shuttle-Absturzes auf der Erde. Eine in den Trümmern entdeckte außerirdische Lebensform nistet sich in den Gehirnen von Menschen ein, die daraufhin ein völlig verändertes, emotionsloses Verhalten an den Tag legen und versuchen, auf dessen Basis eine neue Gesellschaftsordnung aufzubauen.

## Handlung
Ein Space Shuttle fällt auf die Erde und zerschellt in der Atmosphäre, wodurch seine Trümmer über weite Teile der USA verstreut werden. In den Trümmerresten wird eine äußerst temperaturresistente außerirdische Lebensform entdeckt. Tucker Kaufman, ein wissenschaftlicher Mitarbeiter der Regierung, sucht ein Labor auf, in dem die Lebensform untersucht wird. Durch eine Unachtsamkeit kommt er mit der Lebensform in Kontakt. In der Nacht macht sein Hautgewebe eine Veränderung durch, die sich aber nach dem Aufwachen wieder gelegt hat.
Kaufmans Ex-Frau, die Psychiaterin Carol Bennell, wird von einer Patientin aufgesucht, die darauf besteht, dass sich die Persönlichkeit ihres Mannes eklatant verändert habe. Auf einer Halloween-Party mit Kindern aus der Nachbarschaft entdeckt ihr Sohn Oliver einen fremdartigen Organismus. Sie bringt diesen zu ihrem platonischen Freund Ben Driscoll, einem Arzt und Wissenschaftler, um ihn untersuchen zu lassen.
Unter den Menschen, die mit den Shuttletrümmern in Berührung kamen, bricht eine unbekannte Seuche aus: Die infizierten Menschen ändern nach dem Einschlafen ihr Verhalten und verlieren jegliche Emotionen. Da Teile des Wracks von Findern über das Internet verkauft wurden, hat die Seuche bereits andere Kontinente erfasst. Kaufman veranlasst das Gesundheitsministerium, eine groß angelegte Impfaktion zu starten, die er zur vorsätzlichen Verbreitung des Virus benutzt. Währenddessen werden in verschiedenen Teilen der Welt Kriege und Konflikte überraschend beendet.
Während Carol ihren Sohn Oliver zu dessen Vater, ihrem Ex-Mann Kaufman, fährt, wird sie Zeugin eines Unfalls: Eine verstörte Frau, die sie vor einer nicht näher bezeichneten Gefahr warnen will, wird von einem anderen Wagen angefahren. Die Polizei macht keine Anstalten, der Verletzten zu helfen oder den Unfallhergang aufzunehmen. Später besucht Carol mit Driscoll die Party seines Freundes Dr. Henryk Belicec. Der anwesende russische Botschaftsangehörige Yorish provoziert die Gäste mit einer Diskussion über die Grausamkeit menschlichen Verhaltens. Eine gewaltfreie Welt, behauptet Yorish, wäre eine Welt, in der die Menschen aufgehört hätten, menschlich zu sein.
Driscoll und seine Mitarbeiter entdecken eine Spore im Gehirn der Infizierten, die dessen Steuerungsfunktion übernimmt, sobald die Infizierten in einen REM-Schlaf fallen. Immun sind diejenigen Menschen, die in ihrem Leben einmal an Varizellen-Enzephalitis bzw. ADEM erkrankt waren. Zu diesen gehört auch Carols Sohn Oliver. Carol will ihren Sohn bei Kaufman abholen, um die Möglichkeit der Erzeugung eines Heilmittels zu prüfen. Zuvor begleitet Carol Driscoll in das Haus der Belicecs, deren Gast Yorish von einer seltsamen Veränderung des äußeren Gewebes befallen ist. Yorish greift Carol an, wird aber überwältigt.
In Kaufmans Haus versucht dieser Carol zu überreden, „einer der Ihren“ zu werden. Als sie sich wehrt, infiziert er sie mit seinem Speichel. Sie setzt ihre Suche fort, wissend, dass sie die Verwandlung hinauszögern kann, solange sie wach bleibt. Um nicht aufzufallen, mimt sie eine der Infizierten, die bereits in der Überzahl sind. In den Fernsehnachrichten erfährt Carol, dass überall auf der Welt Kriege und Konflikte aufgehört haben. Pakistan und Indien lösen den Kaschmir-Konflikt, George W. Bush und Hugo Chávez schließen Freundschaft und im Irak gibt es keine Terroranschläge mehr.
Carol findet ihren Sohn in der Wohnung von Kaufmans Mutter. Beide spielen zunächst die Rolle der Infizierten, um dann aus dem Haus zu fliehen. Sie verstecken sich beide in einer Drogerie, wo sie auf Driscoll wartet. Als sie kurz eingeschlafen ist, weckt Oliver sie mit einer von ihr vorbereiteten Injektion. Schließlich taucht Driscoll auf, der die Vorzüge der sich verändernden Welt preist. Carol erkennt, dass Driscoll ebenfalls umgewandelt wurde, und schießt ihm ins Bein, um ihn aufzuhalten. Driscolls Mitarbeiter Galeaneo, begleitet von einer Armeeeskorte, rettet sie und ihren Sohn und bringt sie mit einem Helikopter der Armee zu einer Militärbasis.
Galeanos Team entwickelt ein Heilmittel, welches das Virus in kürzester Zeit unschädlich macht. Die ehemals Infizierten können sich nach ihrer Heilung nicht mehr erinnern, was sie während ihrer Erkrankung getan haben. In einem Interview antwortet Galeano auf die Frage, ob das Virus erfolgreich eingedämmt sei, man brauche lediglich einen Blick in die Zeitung zu werfen – die Menschheit verhalte sich wieder menschlich. In der letzten Szene macht Carol gerade ihren Sohn für die Schule fertig, während der genesene Driscoll, jetzt offenbar Carols Lebenspartner, die Zeitung liest. Betroffen kommentiert er einen Artikel über die Gewalt in Bagdad. Aus dem Off ist Yorishs Bemerkung zu hören, dass eine gewaltfreie Welt eine Welt wäre, in der die Menschen aufgehört hätten menschlich zu sein.

## Hintergrund
Trotz einer wesentlichen Änderung gegenüber der Romanvorlage und den früheren Verfilmungen weist Invasion einige Gemeinsamkeiten mit seinen Vorgängern auf:
- Die größte Abweichung von der Vorlage betrifft die Umwandlung der Menschen zu einem gefühllosen Abbild ihrer selbst – die Verwandlung erfolgt hier im Körper der Betroffenen selbst, anstelle eines Austauschs mit in Schoten herangezüchteten, äußerlich identischen Duplikaten.
- Wie in Die Körperfresser kommen sieht man früh im Film den außerirdischen Organismus in seiner ursprünglichen Form, bevor er sich menschlicher Körper bemächtigt beziehungsweise diese imitiert. Die Dämonischen und Body Snatchers verzichteten auf dessen Darstellung.
- Anders als im unmittelbaren Vorgänger Body Snatchers findet die Invasion wieder in einem zivilen Umfeld statt und, wie in Die Körperfresser kommen, in einer Großstadt. War der Schauplatz dort San Francisco, ist es hier Washington, D.C.
- Die Hauptfigur ist, wie im Roman und in den ersten beiden Verfilmungen, wieder ein Arzt mit dem Namen Bennell. Hier ist Bennell ein Psychiater – und eine Frau.
- Einige Namen aus dem Roman und den Verfilmungen von 1956 und 1978 wurden ebenfalls beibehalten – Driscoll ist Bennells Partner (hier ein Mann mit dem Vornamen Ben, früher Becky bzw. Elizabeth und eine Frau), Kaufman ist der Bennell nahestehende Arzt/Wissenschaftler, der sich als „Umgewandelter“ entpuppt. (Das Ehepaar Belicec taucht schon in früheren Versionen auf, jedoch in einer völlig anderen Konstellation.)
- Bennell sieht erstmals im Haus der Belicecs mit eigenen Augen eine noch nicht abgeschlossene Umwandlung – in den Versionen von 1956 und 1978 war der Betroffene Jack Belicec, hier ist es ein Gast, den sie in ihrem Haus beherbergen.
- Wie in Die Dämonischen und in Body Snatchers bemerkt ein kleiner Junge frühzeitig im Film, dass ein Elternteil sich verändert hat.
- Ebenfalls wie in den ersten beiden Verfilmungen versucht Kaufman zunächst, Bennell durch das Preisen der Vorzüge einer neuen, emotionslosen Identität zur Umwandlung zu überreden, statt Gewalt anzuwenden.
- In den vorigen Verfilmungen verrät sich stets eine der Hauptfiguren durch eine emotionale Reaktion als „echter“ Mensch inmitten der Umgewandelten, hier sind es wiederholt Nebenfiguren.
- Die Polizei hat erneut entscheidenden Anteil an der Ausbreitung der neuen Gesellschaftsordnung.
- In allen Verfilmungen versucht die Hauptfigur oder ein zentraler Charakter mithilfe von Medikamenten wach zu bleiben, um die Umwandlung zu verhindern.
- In Body Snatchers werden in einem Armeelazarett systematisch Menschen umgewandelt. In Invasion entdeckt Carol Bennell in den Büroräumen eines Supermarkts eine größere Anzahl Menschen in einem einheitlichen Stadium der Veränderung, die offenbar ebenfalls zeitgleich und systematisch infiziert wurden.
- Wie in Body Snatchers relativiert eine Stimme aus dem Off den Sieg über die Außerirdischen.

Oliver Hirschbiegel wurde im Verlauf der Produktion als Regisseur abgelöst. Die Wachowski-Geschwister und James McTeigue wirkten an der Überarbeitung des Films mit, ohne namentlich im Abspann genannt zu werden.
Der Film wurde in Baltimore, Los Angeles und Washington D.C. vom September bis Dezember 2005 und im Januar 2007 gedreht. Seine Produktionskosten betrugen geschätzte 80 Millionen US-Dollar. Der Produzent Joel Silver sagte, die Produktionskosten seien „vergleichsweise gering“, was für Silver ungewöhnlich sei, aber dem Wunsch des Regisseurs entspreche. Der Film beinhalte nicht viele Spezialeffekte, sondern erzähle von Menschen.
Der Film startete in den amerikanischen Kinos am 17. August 2007, in den deutschen Kinos am 18. Oktober 2007. Die US-Kinoeinnahmen beliefen sich auf ca. 15,1 Millionen US-Dollar.
Veronica Cartwright, hier als verzweifelte Frau eines Infizierten zu sehen, wirkte auch in Philip Kaufmans Die Körperfresser kommen mit, der zweiten Verfilmung der Romanvorlage.

## Kritiken
„[…] ein filmischer Blindgänger. Der Film weiß nicht, was er sein will – ein Actionfilm, ein Horrorfilm, eine Science-Fiction-Allegorie oder ein Film über die Bindung zwischen einer Mutter und ihrem Sohn. Im Ergebnis ist er nichts davon.“

„Das Bild ist zu dunkel und teilweise verschwommen […] und der Schnitt maßlos übertrieben in dem durchschaubaren Versuch, die Action voranzutreiben und das Erzähltempo anzuziehen. Aber sinnlose Jump-cuts und unzusammenhängende Vorausblenden locken niemanden hinter dem Ofen hervor.“

„[…] ein optisch ansehnlicher, aber überflüssiger, charakterloser Thriller […] gelegentliche Verbeugungen vor den Vorgängerfilmen […] erinnern nur daran, um wie viel besser diese waren.“

„[…] die Invasion ist wie eine Hirnwäsche, nach der es nur noch gleichgeschaltete, gleichdenkende Amerikaner gibt, die funktionieren und nicht aufmucken. Eine Allianz der Willigen, wie Bush sie sich schöner nicht hätte ausmalen können. […] Wenn man diesen Film gesehen hat, versteht man Amerika nur allzu gut.“

„Was als immerhin spannende und teilweise auch ironisch akzentuierte Horrorgeschichte mit vielleicht sogar tieferer Bedeutung beginnt, endet in den lärmenden Verfolgungsjagden und Zerstörungsexzessen routinehafter Event-Filme. Der Suspense der Persönlichkeitsveränderungen geht in einem Wust überraschungsloser Kolportage zugrunde.“

## Auszeichnungen
Jackson Bond wurde im Jahr 2008 für den Young Artist Award in der Kategorie Jungdarsteller unter zehn Jahren nominiert.
Die Deutsche Film- und Medienbewertung FBW in Wiesbaden verlieh dem Film das Prädikat wertvoll.